# Киевский государственный театр кукол
Киевский государственный академический театр кукол (укр. Київський державний академічний театр ляльок, Театр ляльок)— кукольный театр в  Киеве, расположен на правом берегу Днепра, первый кукольный театр на Украине.

## История театра
Киевский государственный академический  театр кукол — самый старый театр кукол Украины, основан 27 октября 1927 года при Киевском театре для детей им. И.Франка (теперешний Театр юного зрителя на Липках) по инициативе народного артиста Украины А. И. Соломарского и И. С. Деевой. Первый театральный сезон был открыт двумя спектаклями — «Древний петрушка» — традиционная народная кукольная комедия в литературной обработке М. Козловского и «Музыканты» по Л. Глибову в инсценизации П. Щербатинского.
Первыми в истории театра актёрами были Ф. Андриевская, М. Козловский, О. Михайлов, И. Зализняк, А. Вишневская, Т. Васнецова, Г. Сорока, Я. Жовинский.
30 октября 2002 года Решением Коллегии Министерства культуры и искусств Украины за весомый вклад в развитие украинского театрального искусства Киевскому государственному театру кукол присвоен статус академического театра.
24 декабря 2002 года коллектив театра удостоен Почётной грамоты Кабинета Министров Украины за весомый вклад в развитие национального театрального искусства и высокое профессиональное мастерство.

## Репертуар театра

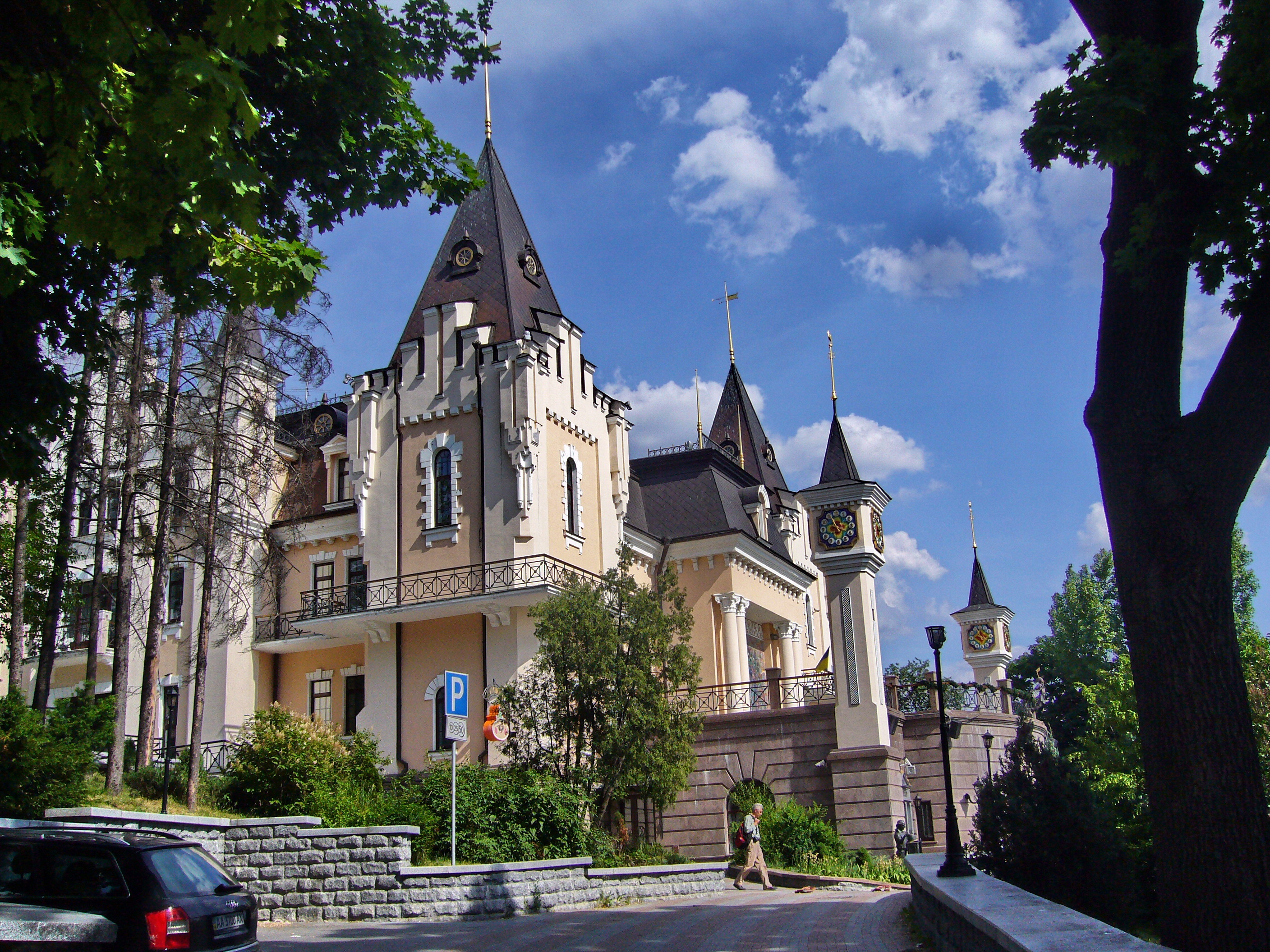
Боковой вид

Репертуарная афиша театра насчитывает более 40 отечественных и зарубежных спектаклей как для детей, так и взрослых.
Киевский академический театр кукол представлял Украину на престижных международных театральных форумах и фестивалях в Австрии, США, Перу, Канаде, Словакии, Японии, Южной Кореи, Польши, Болгарии, Беларуси и России.
По инициативе Киевского академического театра кукол с 1991 года в Киеве проводится Международный фестиваль театров кукол, в котором принимали участие ведущие театры кукол из Бельгии, Австрии, Канады, Словакии, Финляндии, Японии, Китая, Швеции, Швейцарии, Германии, России, Болгарии, Молдовы, Турции и других стран.

## Актёры

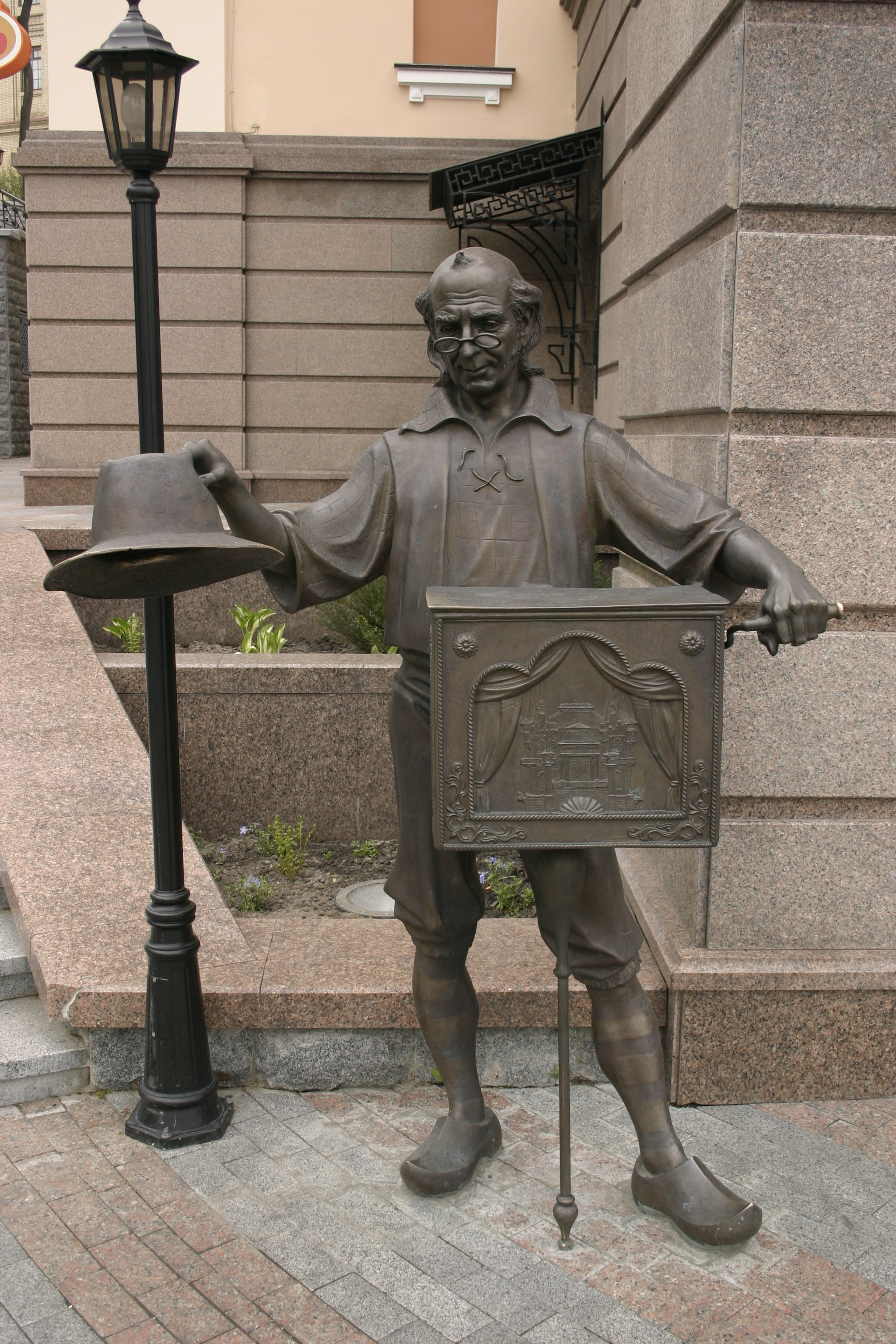
Скульптура Джепетто

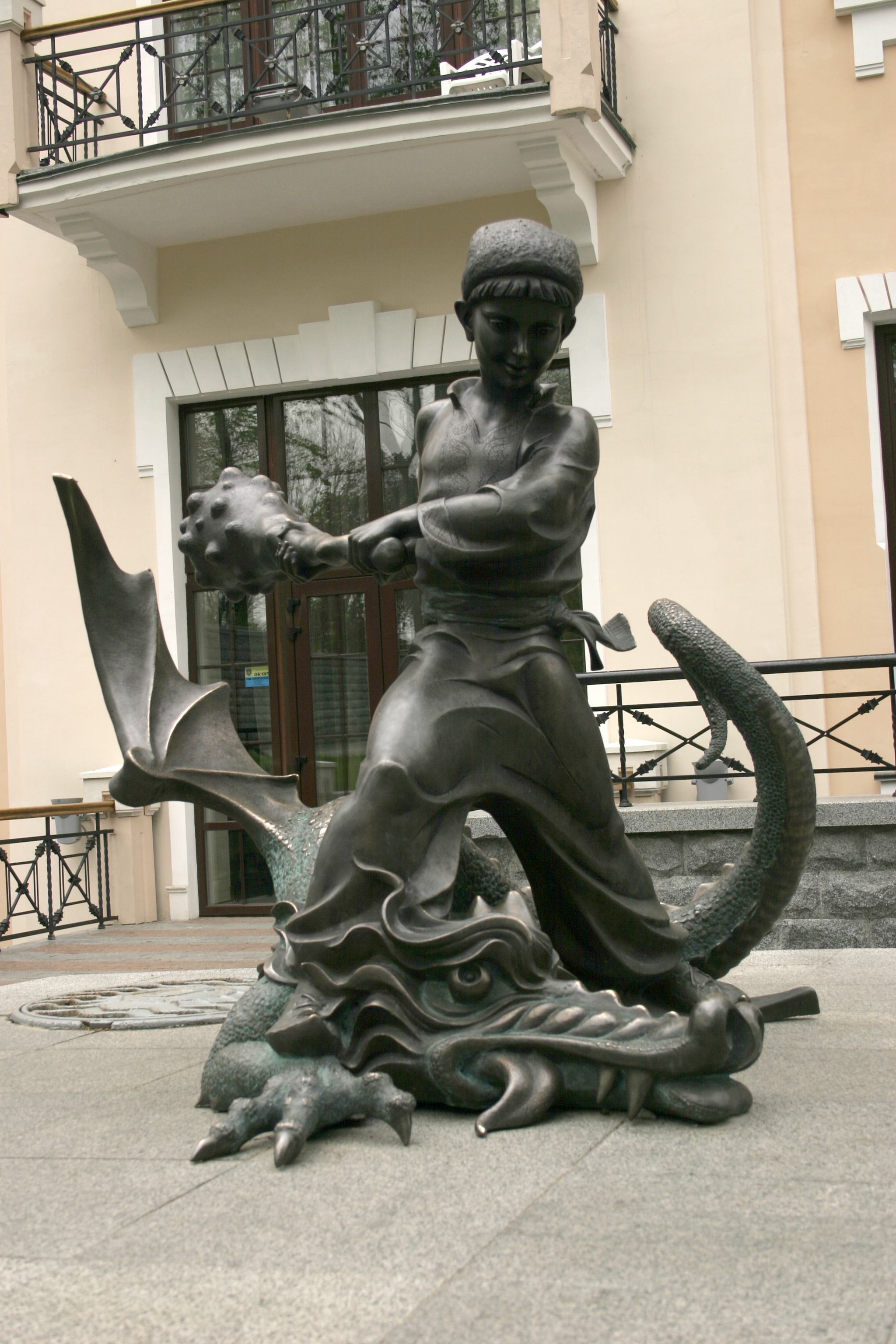
Скульптура Катигорошко

- Ясиновская, Людмила Михайловна — заслуженная артистка Украины.
- Чуркин, Сергей Александрович — заслуженный артист Украины.
- Проничева, Дина Мироновна
- Огородня Виктория Викторовна — ведущий мастер сцены.
- Огородний Евгений Иванович — ведущий мастер сцены.
- Шаповал Юлия Станиславовна — ведущий мастер сцены.
- Фарафонов Юрий Станиславович — актёр-кукловод высшей категории.
- Гусарова Галина Юрьевна — актриса-кукловод высшей категории.
- Хетчиков Юрий Васильевич — актёр-кукловод высшей категории.
- Чубинская Лариса Анатольевна — актриса-кукловод высшей категории.
- Шевченко Лидия Николаевна — актриса-кукловод 1-й категории.
- Тебенева Виктория Владимировна -   актриса - кукловод высшей категории.
- Хобелия Лиана Киазовна - актриса-кукловод 1-й категории.
- Задерей Анна Валерьевна
- Доценко Вадим Юрьевич
- Молодий Роман Владимирович
- Шевченко Юлия Николаевна
- Друпп Юрий Александрович
- Побоков Алексей Алексеевич
- Драпалюк Руслан Ярославович
- Бучинская Анастасия Владимировна
- Бут Марина Владимировна
- Евдокименко Ярослава Николавна
- Корсунская-Марченко Валентина
- Седова Анна Константиновна
- Грабовский Владимир

## Художественные руководители
- 1986 - 2016 — Петренко Николай Иванович.[3]
- 2016 - 2021 — Черникова Ирина Александровна.[4]
- с 2021 — Гулый Игорь Сергеевич.[5]